# Coupe d'Union soviétique de football 1988-1989
Navigation
Édition 1987-1988 Édition 1989-1990
La Coupe d'Union soviétique 1988-1989 est la 47e édition de la Coupe d'Union soviétique de football. Elle se déroule entre le 2 mai 1988 et le 25 juin 1989.
La finale se joue le 25 juin 1989 au stade Lénine de Moscou et voit la victoire du Dniepr Dniepropetrovsk, qui remporte sa première coupe nationale aux dépens du Torpedo Moscou, finaliste malheureux pour la deuxième année de suite. Le Dniepr étant déjà qualifié pour la Coupe des clubs champions, c'est le Torpedo qui se qualifie pour la Coupe des coupes 1989-1990 en qualité de finaliste.

## Format
Un total de 80 équipes prennent part à cette édition. Cela inclut les 16 participants à la première division 1988 ainsi que les 22 clubs du deuxième échelon, à qui s'ajoutent 42 équipes de la troisième division.
La compétition se déroule sur sept phases, à l'issue desquels le vainqueur de la compétition est désigné. Les équipes de première division font leur entrée en lice à l'occasion de la troisième phase, correspondant aux seizièmes de finale. Ce dernier tour ainsi que les huitièmes de finale prennent par ailleurs la forme de confrontations en deux manches tandis que les autres phases se déroulent sur un seul match. En cas d'égalité à l'issue du temps réglementaire d'une confrontation, une prolongation est jouée. Si celle-ci ne suffit pas à départager les deux équipes, le vainqueur est désigné à l'issue d'une séance de tirs au but.
La compétition suivant un calendrier sur deux années, contrairement à celui des championnats soviétiques qui s'inscrit sur une seule année, celle-ci se trouve de fait à cheval entre deux saisons de championnat ; ainsi pour certaines équipes promues ou reléguées à l'issue de la saison 1988, la division indiquée peut varier d'un tour à l'autre.

## Résultats

### Premier tour
Les rencontres de ce tour sont jouées le 2 mai 1988.
| Date       | Domicile                       | Score                | Extérieur                             |
| ---------- | ------------------------------ | -------------------- | ------------------------------------- |
| 2 mai 1988 | Chevardeni Tbilissi (D3)       | 1 - 0                | (D2) Kotaïk Abovian                   |
| 2 mai 1988 | Khimik Djamboul (D3)           | 3 - 2                | (D3) Metallourg Novokouznetsk         |
| 2 mai 1988 | Fakel Voronej (D3)             | 0 - 2                | (D2) Kouban Krasnodar                 |
| 2 mai 1988 | Ouralmach Sverdlovsk (D3)      | 3 - 0                | (D2) Dinamo Batoumi                   |
| 2 mai 1988 | Traktor Pavlodar (D3)          | 2 - 1 ap             | (D3) Khanki Khanka                    |
| 2 mai 1988 | Torpedo Koutaïssi (D3)         | 2 - 1                | (D2) Rotor Volgograd                  |
| 2 mai 1988 | Tekstilchtchik Ivanovo (D3)    | 1 - 1 ap (4 - 2 tab) | (D2) SKA Rostov                       |
| 2 mai 1988 | Spartak Naltchik (D3)          | 3 - 4                | (D2) Chinnik Iaroslavl                |
| 2 mai 1988 | SKA Odessa (D3)                | 0 - 2                | (D2) Kolos Nikopol (uk)               |
| 2 mai 1988 | Podolié Khmelnitski (D3)       | 4 - 0                | (D3) Atlantas Klaipėda                |
| 2 mai 1988 | Okean Kertch (D3)              | 1 - 0 ap             | (D2) Tavria Simferopol                |
| 2 mai 1988 | Nistru Kichinev (D3)           | 2 - 1                | (D3) Neftianik Akhtyrka               |
| 2 mai 1988 | Niva Ternopol (D3)             | 1 - 0                | (D2) Metallourg Zaporojié             |
| 2 mai 1988 | Neftianik Fergana (D3)         | 1 - 0                | (D3) Alga Frounzé                     |
| 2 mai 1988 | Meliorator Tchimkent (D3)      | 0 - 1                | (D2) Kouzbass Kemerovo                |
| 2 mai 1988 | Meliorator Kzyl-Orda (D3)      | 1 - 0                | (D2) Geolog Tioumen                   |
| 2 mai 1988 | Machouk Piatigorsk (D3)        | 1 - 0                | (D3) Torpedo Riazan                   |
| 2 mai 1988 | Lokomotiv Samtredia (D3)       | 1 - 0                | (D3) Dinamo Soukhoumi                 |
| 2 mai 1988 | Krylia Sovetov Kouïbychev (D3) | 1 - 1 ap (5 - 3 tab) | (D2) Rostselmach Rostov               |
| 2 mai 1988 | Kolkheti Poti (D3)             | 2 - 1                | (D2) Spartak Ordjonikidzé             |
| 2 mai 1988 | Iskra Smolensk (D3)            | 1 - 1 ap (5 - 3 tab) | (D2) Dinamo Stavropol                 |
| 2 mai 1988 | Irtych Omsk (D3)               | 1 - 0                | (D2) CSKA Moscou                      |
| 2 mai 1988 | Droujba Maïkop (D3)            | 3 - 1                | (D3) Sokol Saratov                    |
| 2 mai 1988 | Dinamo Samarkand (D3)          | 0 - 2                | (D2) Zvezda Perm                      |
| 2 mai 1988 | Dinamo Brest (D3)              | 0 - 0 ap (5 - 6 tab) | (D2) SKA Karpaty Lvov                 |
| 2 mai 1988 | Dinamo Barnaoul (D3)           | 4 - 0                | (D2) Pakhtakor Tachkent               |
| 2 mai 1988 | Gastello Oufa (D3)             | 2 - 1                | (D3) Zénith Ijevsk                    |
| 2 mai 1988 | Boukovina Tchernovtsy (D3)     | 1 - 1 ap (7 - 6 tab) | (D2) Daugava Riga                     |
| 2 mai 1988 | Baltika Kaliningrad (D3)       | 1 - 0                | (D3) Prikarpatié Ivano-Frankovsk (uk) |
| 2 mai 1988 | Rubin Kazan (D3)               | 1 - 3                | (D2) Guria Lantchkhouti               |
| 2 mai 1988 | Zaria Kalouga (D3)             | 2 - 2 ap (5 - 3 tab) | (D2) Zaria Vorochilovgrad             |
| 2 mai 1988 | SKA-Khabarovsk (D3)            | 1 - 0 ap             | (D2) Pamir Douchanbé                  |

### Deuxième tour
Les rencontres de ce tour sont jouées le 22 mai 1988.
| Date        | Domicile                       | Score                | Extérieur                   |
| ----------- | ------------------------------ | -------------------- | --------------------------- |
| 22 mai 1988 | Chinnik Iaroslavl (D2)         | 2 - 1 ap             | (D3) Tekstilchtchik Ivanovo |
| 22 mai 1988 | Chevardeni Tbilissi (D3)       | 3 - 1                | (D3) Kolkheti Poti          |
| 22 mai 1988 | Torpedo Koutaïssi (D3)         | 1 - 1 ap (5 - 4 tab) | (D3) Gastello Oufa          |
| 22 mai 1988 | SKA Karpaty Lvov (D2)          | 4 - 0                | (D3) Baltika Kaliningrad    |
| 22 mai 1988 | Nistru Kichinev (D3)           | 4 - 1                | (D3) Boukovina Tchernovtsy  |
| 22 mai 1988 | Niva Ternopol (D3)             | 1 - 0                | (D3) Okean Kertch           |
| 22 mai 1988 | Neftianik Fergana (D3)         | 0 - 0 ap (4 - 5 tab) | (D3) Meliorator Kzyl-Orda   |
| 22 mai 1988 | Kouban Krasnodar (D2)          | 1 - 2                | (D3) Droujba Maïkop         |
| 22 mai 1988 | Krylia Sovetov Kouïbychev (D3) | 3 - 0                | (D3) Machouk Piatigorsk     |
| 22 mai 1988 | Kolos Nikopol (uk) (D2)        | 3 - 2 ap             | (D3) Podolié Khmelnitski    |
| 22 mai 1988 | Iskra Smolensk (D3)            | 1 - 0                | (D3) Zaria Kalouga          |
| 22 mai 1988 | Irtych Omsk (D3)               | 1 - 0                | (D3) Ouralmach Sverdlovsk   |
| 22 mai 1988 | Zvezda Perm (D2)               | 0 - 1                | (D2) Kouzbass Kemerovo      |
| 22 mai 1988 | Dinamo Barnaoul (D3)           | 1 - 0                | (D3) Khimik Djamboul        |
| 22 mai 1988 | Guria Lantchkhouti (D2)        | 5 - 1                | (D3) Lokomotiv Samtredia    |
| 22 mai 1988 | Traktor Pavlodar (D3)          | 2 - 0                | (D3) SKA-Khabarovsk         |

### Seizièmes de finale
Ce tour est disputé sous la forme de confrontations en aller-retour. Les matchs allers sont joués entre le 3 juin et le 16 juillet 1988 tandis que les rencontres retours prennent place le 19 juillet et le 5 septembre 1988. Cette phase voit l'entrée en lice des équipes de la première division 1988.
| Équipe 1                    | Score                | Équipe 2                       | Aller | Retour |
| --------------------------- | -------------------- | ------------------------------ | ----- | ------ |
| Dinamo Moscou (D1)          | 0 - 0 ap (1 - 3 tab) | (D2) Kolos Nikopol (uk)        | 0 - 0 | 0 - 0  |
| Žalgiris Vilnius (D1)       | 4 - 3                | (D3) Chevardeni Tbilissi       | 4 - 2 | 0 - 1  |
| Ararat Erevan (D1)          | 4 - 4E               | (D2) SKA Karpaty Lvov          | 2 - 3 | 2 - 1  |
| Dinamo Minsk (D1)           | 4 - 1                | (D3) Droujba Maïkop            | 3 - 0 | 1 - 1  |
| Dinamo Tbilissi (D1)        | 3 - 2                | (D3) Nistru Kichinev           | 2 - 1 | 1 - 1  |
| Dniepr Dniepropetrovsk (D1) | 7 - 0                | (D3) Chinnik Iaroslavl         | 5 - 0 | 2 - 0  |
| Zénith Léningrad (D1)       | 1 - 0                | (D3) Krylia Sovetov Kouïbychev | 1 - 0 | 0 - 0  |
| Kaïrat Alma-Ata (D1)        | 6 - 1                | (D3) Irtych Omsk               | 5 - 1 | 1 - 0  |
| Metallist Kharkov (D1)      | 3 - 1                | (D3) Meliorator Kzyl-Orda      | 2 - 1 | 1 - 0  |
| Neftchi Bakou (D1)          | 4 - 1                | (D3) Iskra Smolensk            | 2 - 0 | 2 - 1  |
| Torpedo Moscou (D1)         | 3 - 1                | (D2) Kouzbass Kemerovo         | 2 - 0 | 1 - 1  |
| Torpedo Moscou (D1)         | 2 - 1                | (D3) Atlantas Klaipėda         | 1- 1  | 1 - 0  |
| Tchernomorets Odessa (D1)   | 1 - 3                | (D3) Torpedo Koutaïssi         | 0 - 2 | 1 - 1  |
| Chakhtior Donetsk (D1)      | 7 - 1                | (D3) Dinamo Barnaoul           | 4 - 0 | 3 - 1  |
| Lokomotiv Moscou (D1)       | 1 - 2                | (D3) Traktor Pavlodar          | 1 - 0 | 0 - 2  |
| Spartak Moscou (D1)         | 4 - 2                | (D3) Niva Ternopol             | 4 - 2 | 0 - 1  |
| Dinamo Kiev (D1)            | 3 - 2                | (D2) Guria Lantchkhouti        | 2 - 0 | 1 - 2  |

### Huitièmes de finale
Ce tour est disputé sous la forme de confrontations en aller-retour. Les matchs allers sont joués le 12 septembre 1988 tandis que les rencontres retours prennent place entre le 30 septembre 1988 et le 7 mars 1989.
| Équipe 1               | Score | Équipe 2                    | Aller | Retour |
| ---------------------- | ----- | --------------------------- | ----- | ------ |
| Dinamo Minsk (D1)      | 4 - 0 | (D1) Neftchi Bakou          | 2 - 0 | 2 - 0  |
| Žalgiris Vilnius (D1)  | 1 - 3 | (D1) Dinamo Kiev            | 1 - 1 | 0 - 2  |
| Zénith Léningrad (D1)  | 1 - 2 | (D1) Dniepr Dniepropetrovsk | 0 - 1 | 1 - 1  |
| Kaïrat Alma-Ata (D1)   | 0 - 3 | (D2) Torpedo Koutaïssi      | 0 - 0 | 0 - 3  |
| Metallist Kharkov (D1) | 2 - 3 | (D1) Torpedo Moscou         | 1 - 1 | 1 - 2  |
| SKA Karpaty Lvov (D2)  | 1 - 3 | (D1) Dinamo Tbilissi        | 0 - 0 | 1 - 3  |
| Spartak Moscou (D1)    | 6 - 1 | (D2) Kolos Nikopol (uk)     | 3 - 0 | 3 - 1  |
| Chakhtior Donetsk (D1) | 5 - 1 | (D3) Traktor Pavlodar       | 4 - 0 | 1 - 1  |

### Quarts de finale
Les rencontres de ce tour sont jouées le 29 avril et le 17 mai 1989.
| Date          | Domicile                    | Score | Extérieur              |
| ------------- | --------------------------- | ----- | ---------------------- |
| 29 avril 1989 | Dinamo Kiev (D1)            | 3 - 0 | (D2) Torpedo Koutaïssi |
| 29 avril 1989 | Torpedo Moscou (D1)         | 4 - 3 | (D1) Chakhtior Donetsk |
| 29 avril 1989 | Dniepr Dniepropetrovsk (D1) | 1 - 0 | (D1) Dinamo Minsk      |
| 17 mai 1989   | Dinamo Tbilissi (D1)        | 2 - 0 | (D1) Spartak Moscou    |

### Demi-finales
Les rencontres de ce tour sont jouées les 19 et 21 mai 1989.
| Date        | Domicile             | Score | Extérieur                   |
| ----------- | -------------------- | ----- | --------------------------- |
| 19 mai 1989 | Torpedo Moscou (D1)  | 2 - 0 | (D1) Dinamo Kiev            |
| 21 mai 1989 | Dinamo Tbilissi (D1) | 1 - 2 | (D1) Dniepr Dniepropetrovsk |

### Finale
| ·               |                          |     |
| Titulaires :    |                          |     |
|                 |                          |     |
|                 | Valeri Sarytchev         |     |
|                 | Sergueï Makeïev (en)     |     |
|                 | Valentin Kovatch (ru)    |     |
|                 | Sergueï Joukov (en)      | 75e |
|                 | Vadim Rogovskoï (en)     |     |
|                 | Guennadi Grichine (en)   | 72e |
|                 | Iouri Savitchev          |     |
|                 | Andreï Rudakov           |     |
|                 | Nikolaï Savitchev (en)   |     |
|                 | Oleg Chirinbekov (en)    | 67e |
|                 | Sergueï Agachkov (en)    |     |
|                 |                          |     |
| Remplaçants :   |                          |     |
|                 | Vladimir Gretchniov (en) | 62e |
|                 | Aleksandr Gitselov (en)  | 72e |
|                 | Renat Ataulline (en)     | 75e |
|                 |                          |     |
| Entraîneur :    |                          |     |
| Valentin Ivanov |                          |     |

| ·                           |                          |     |
| Titulaires :                |                          |     |
|                             |                          |     |
|                             | Sergueï Krakovski        |     |
|                             | Andreï Ioudine (en)      | 88e |
|                             | Ivan Vichnevski          |     |
|                             | Andreï Sidelnikov (en)   | 83e |
|                             | Vadim Tichtchenko        |     |
|                             | Nikolaï Koudritski (en)  | 67e |
|                             | Vladimir Bagmout (en)    |     |
|                             | Alekseï Tcherednik       |     |
|                             | Anton Chokh (en)         |     |
|                             | Eduard Son (en)          |     |
|                             | Ievgueni Chakhov         |     |
|                             |                          |     |
| Remplaçants :               |                          |     |
|                             | Evgueni Iarovenko        | 67e |
|                             | Vladimir Lioutyi         | 83e |
|                             | Aleksandr Tchervony (en) | 88e |
|                             |                          |     |
| Entraîneur :                |                          |     |
| Ievgueni Koutcherevski (en) |                          |     |

| ·               |                          |     |
| Titulaires :    |                          |     |
|                 |                          |     |
|                 | Valeri Sarytchev         |     |
|                 | Sergueï Makeïev (en)     |     |
|                 | Valentin Kovatch (ru)    |     |
|                 | Sergueï Joukov (en)      | 75e |
|                 | Vadim Rogovskoï (en)     |     |
|                 | Guennadi Grichine (en)   | 72e |
|                 | Iouri Savitchev          |     |
|                 | Andreï Rudakov           |     |
|                 | Nikolaï Savitchev (en)   |     |
|                 | Oleg Chirinbekov (en)    | 67e |
|                 | Sergueï Agachkov (en)    |     |
|                 |                          |     |
| Remplaçants :   |                          |     |
|                 | Vladimir Gretchniov (en) | 62e |
|                 | Aleksandr Gitselov (en)  | 72e |
|                 | Renat Ataulline (en)     | 75e |
|                 |                          |     |
| Entraîneur :    |                          |     |
| Valentin Ivanov |                          |     |

| ·                           |                          |     |
| Titulaires :                |                          |     |
|                             |                          |     |
|                             | Sergueï Krakovski        |     |
|                             | Andreï Ioudine (en)      | 88e |
|                             | Ivan Vichnevski          |     |
|                             | Andreï Sidelnikov (en)   | 83e |
|                             | Vadim Tichtchenko        |     |
|                             | Nikolaï Koudritski (en)  | 67e |
|                             | Vladimir Bagmout (en)    |     |
|                             | Alekseï Tcherednik       |     |
|                             | Anton Chokh (en)         |     |
|                             | Eduard Son (en)          |     |
|                             | Ievgueni Chakhov         |     |
|                             |                          |     |
| Remplaçants :               |                          |     |
|                             | Evgueni Iarovenko        | 67e |
|                             | Vladimir Lioutyi         | 83e |
|                             | Aleksandr Tchervony (en) | 88e |
|                             |                          |     |
| Entraîneur :                |                          |     |
| Ievgueni Koutcherevski (en) |                          |     |